# Панчі Сірієйш
Франсуа «Панчі» Сірієйш (фр. François Sirieix, баск. Pantxi Sirieix, нар. 7 жовтня 1980, Бордо) — французький футболіст, який грав на позиції півзахисника. Виступав за клуби «Тулуза» й «Осер», а також збірну Країни Басків.

## Клубна кар'єра
У дорослому футболі дебютував 1999 року виступами за команду клубу «Осер», в якій провів п'ять сезонів, взявши участь у 29 матчах чемпіонату.
До складу клубу «Тулуза» приєднався 2004 року. За 13 років провів за команду з Тулузи 260 матчів у всіх змаганнях та забив 12 голів. У червні 2017 завершив кар'єру.

## Виступи за збірну
2006 року дебютував в офіційних матчах у складі невизнаної ФІФА та УЄФА збірної Країни Басків. Загалом провів у формі цієї збірної 3 матчі.